# Piano de rue

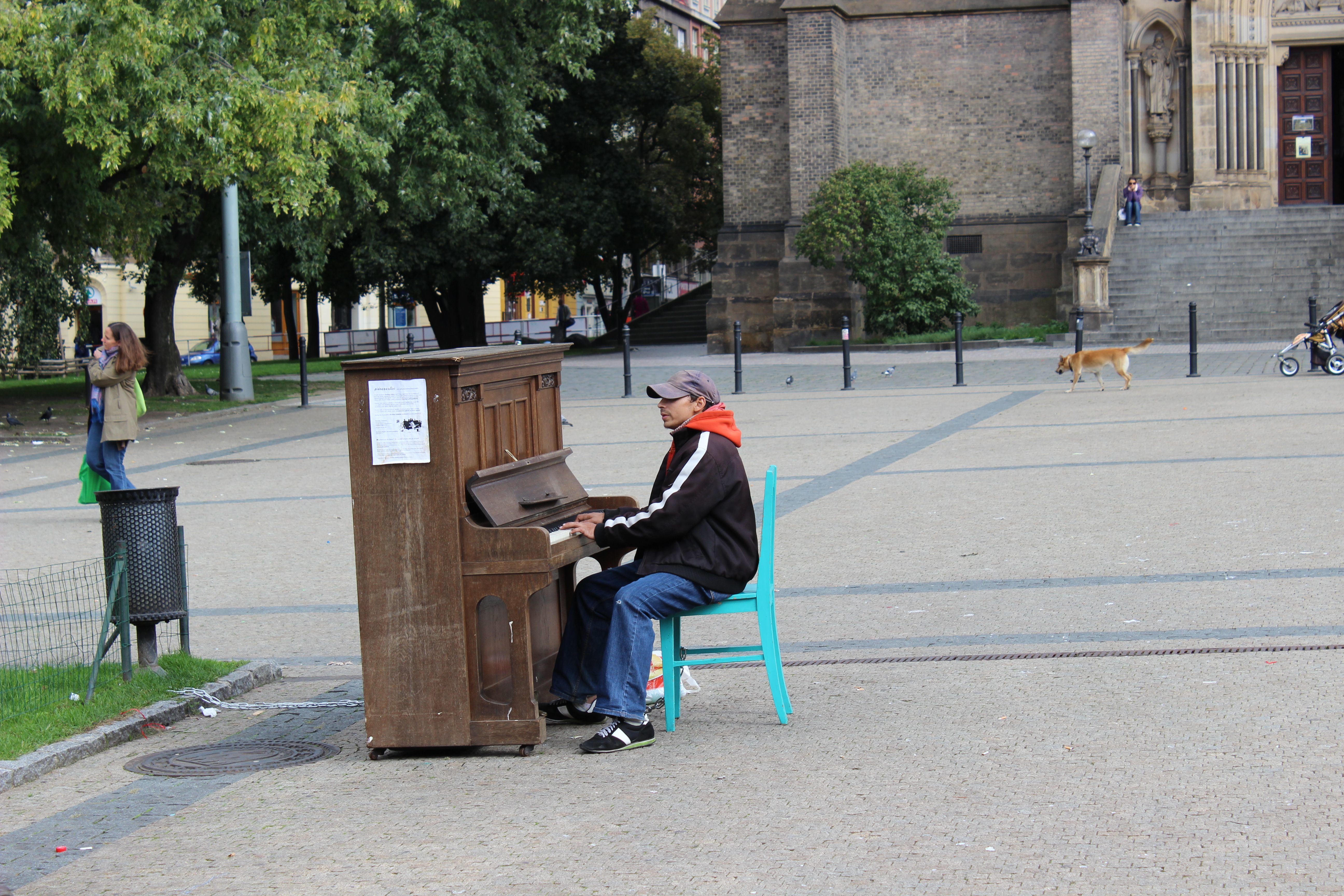
Un piano de rue et son pianiste sur la place de la paix à Prague (République tchèque).

Un piano de rue est un piano placé dans la rue ou dans tout espace ouvert au public et laissé à la disposition des passants, ceux-ci étant invités à en jouer. 
Ce concept serait né de façon accidentelle dans la ville de Sheffield, au Royaume-Uni, mais il a été repris par des particuliers tels que l'artiste anglais Luke Jerram dans le cadre de son opération internationale « Play Me, I’m Yours » (jouez, je suis à vous) ou des entreprises comme la SNCF dans le cadre de son opération « Piano en gare » au niveau de la France.
Ce sujet exclut les pianistes de rue qui s'installent avec leur propre instrument dans le but de récolter des dons ou de vendre des CD.

## Origine du concept
L'idée (ou le concept) du piano de rue serait née accidentellement en 2003 en raison du dépôt (ou de l'abandon) d'un piano dans une rue de Sheffield (Royaume-Uni), à la suite d'un déménagement. C'est également le hasard qui a conduit la SNCF à installer un piano en accès libre à la gare Montparnasse.

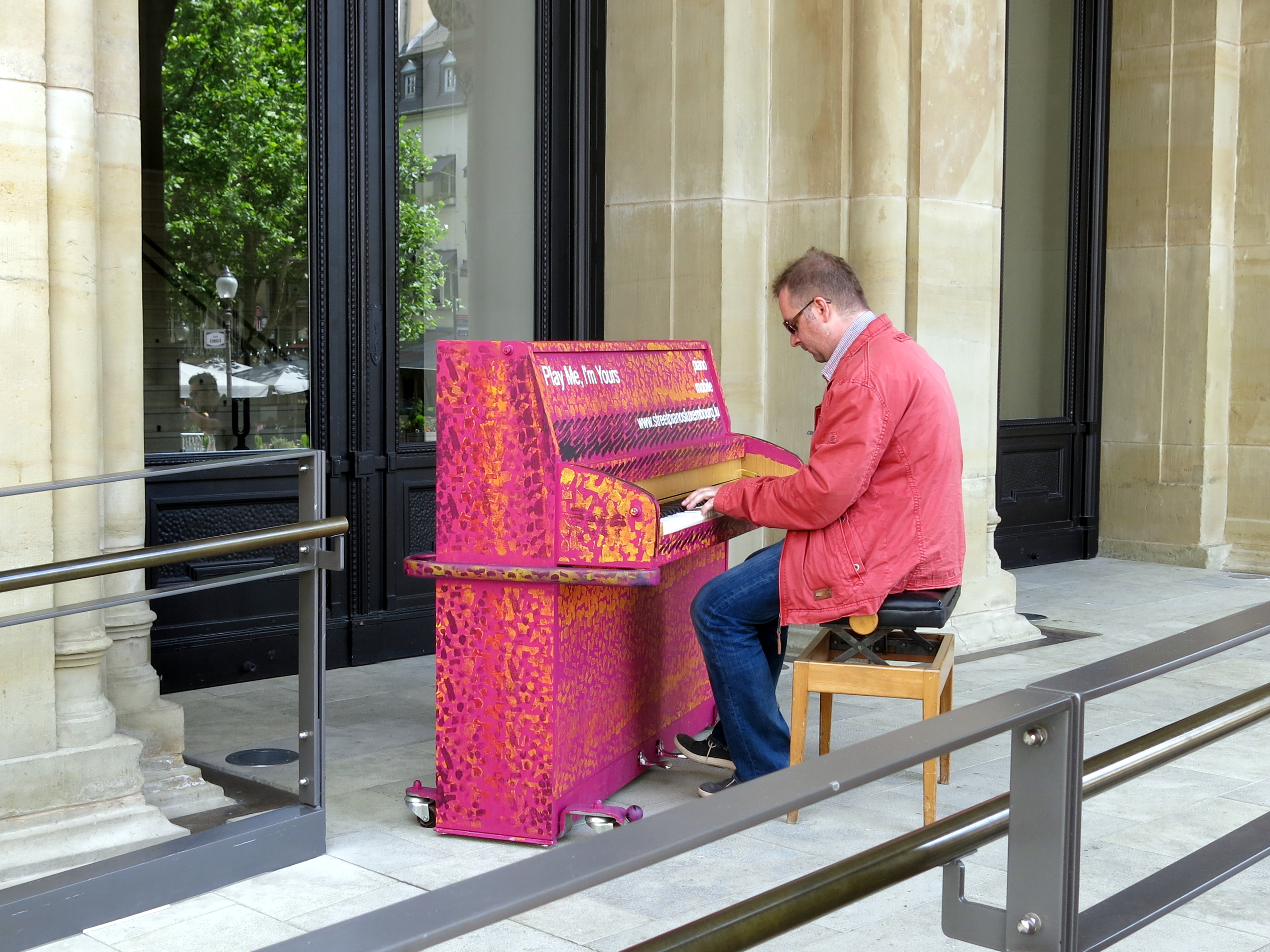
Piano "Play Me, I'm Yours" à Luxembourg.

En 2008, l'artiste britannique Luke Jerram, lance le projet « Play Me, I'm Yours » qui finit par toucher le monde entier et plus de 10 millions de personnes[réf. nécessaire] grâce à 1 950 pianos installés dans soixante grandes métropoles, dix ans plus tard. Situés dans les parcs, les gares, les marchés, et même sur des ponts et des navires, ces pianos sont disponibles pour tous les membres du public pour qu'il en joue et assiste à des galas improvisés.
Cette idée est née d'une visite de son initiateur à la laverie automatique de son quartier et connait depuis sa création un succès croissant entraînant le soutien de divers artistes. Après les villes de Sydney en Australie et de San Jose aux États-Unis, ce projet a permis de laisser, à disposition du public, quarante pianos libre service dans les rues de Paris du 22 juin au 8 juillet 2012. Inspiré par cette opération, la SNCF a souhaité pérenniser l'opération dans certaines de ses gares sous le nom de « Piano en gare ».
En France, dans le cadre de l'édition 2018 du festival de cette opération internationale, douze pianos ont été décorés et customisés par douze artistes différents. Après avoir été mis à la disposition du public dans les allées d'un centre commercial à Boulogne-Billancourt, les pianos sont ensuite donnés à différents établissements publics tels que l'Hôpital Sainte Anne et l'Hôpital Bichat, tous les deux à Paris.

## Piano en gare

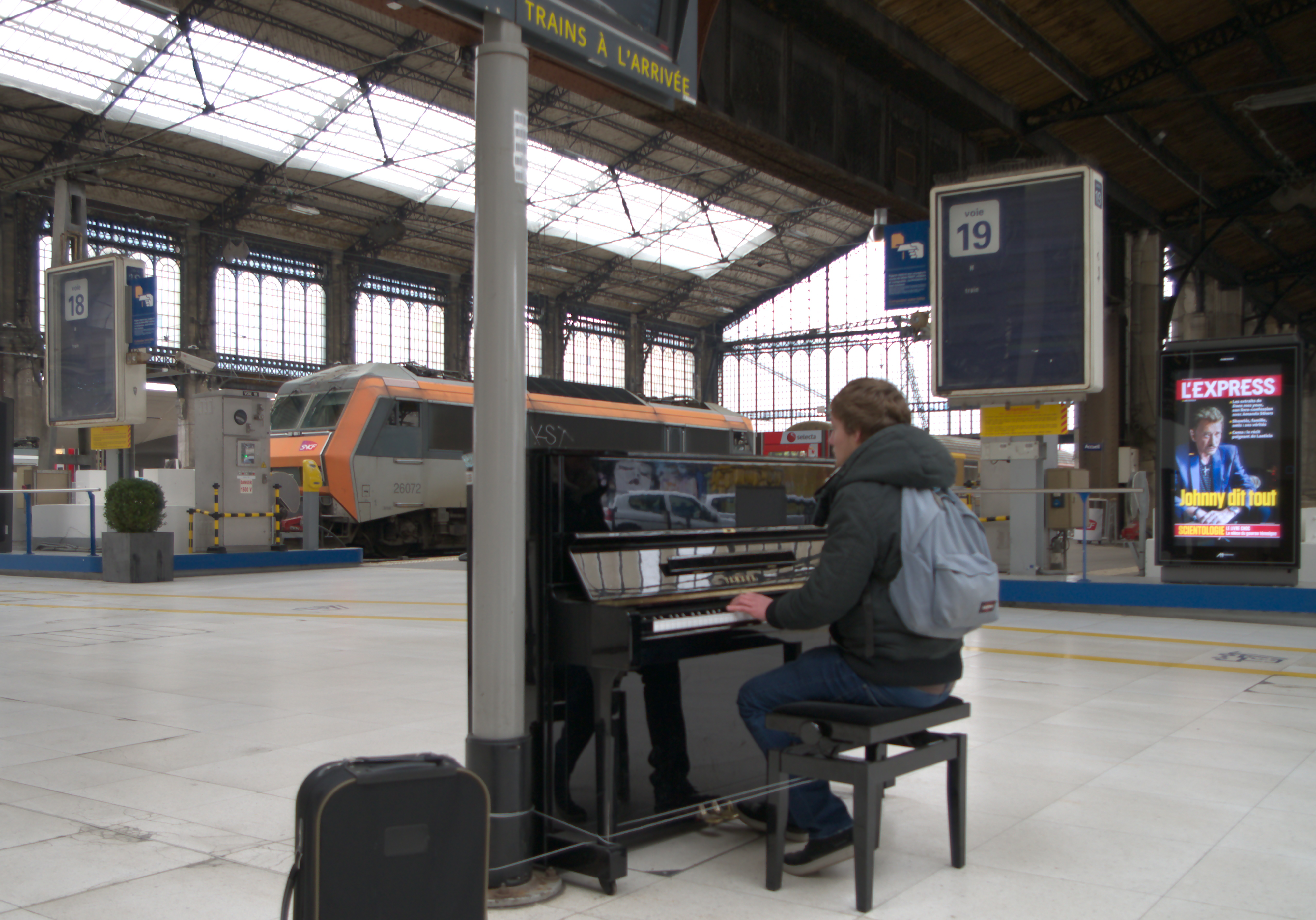
Piano en gare et son pianiste dans la gare d'Austerlitz, à Paris (France).

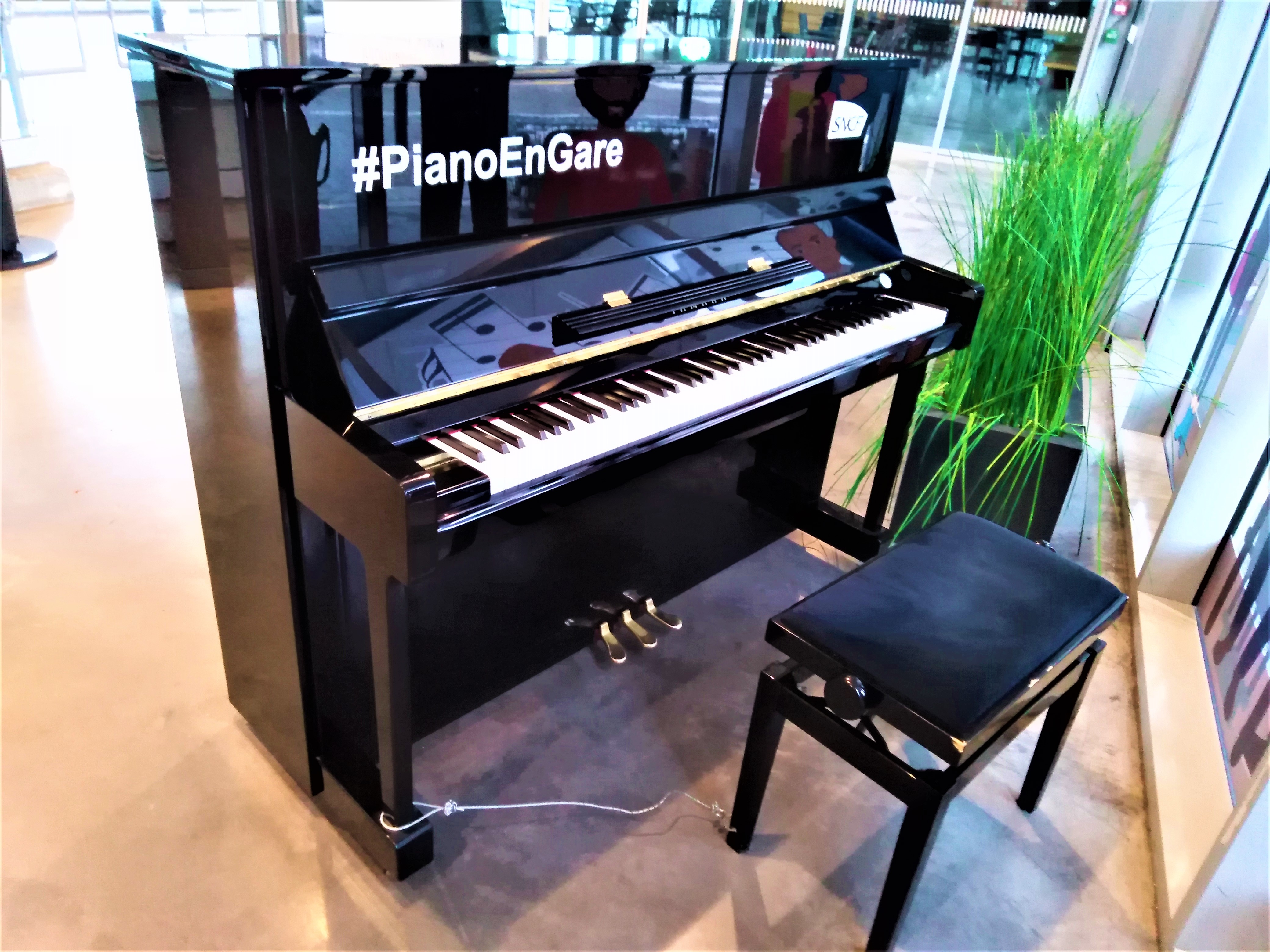
Piano de l'opération Piano en gare dans la gare annexe de Grenoble en 2019.

L'installation du premier piano dans le bâtiment voyageurs d'une gare ferroviaire française date de juillet 2012 à la gare Montparnasse, mais l'opération commence officiellement en 2013. En 2015, Patrick Ropert, le directeur de la branche branche Gares & Connexions, gérée par la SNCF, présente le projet « piano de gare », inspirée de la mode du piano de rue, en ces termes : 
«  En gare, le temps est souvent minuté et les gens stressés. Le son du piano inonde la gare à toutes heures, créant un moment de poésie et initiant de la complicité et du lien social. »
Des sites de vidéos en ligne présentent de nombreux films tournés en différents lieux du territoire français et où l'internaute peut découvrir des personnes de toutes les origines et de toutes les professions qui s'adonnent au plaisir de la musique improvisée. Certaines de ces vidéos font le « buzz », à l'exemple d'un jeune homme filmé dans la gare de Grenoble.
À la suite du succès populaire de cette opération et de l'accueil fait par le public concerné, un concours a été organisé pour départager les meilleurs pianistes ferroviaires qui ont été invités à filmer leur performance et à la poster sur un site internet dédié,.
Inspiré par son concept, la SNCF a même transformé un escalier de la gare Montparnasse en piano géant. Comme pour un vrai piano, il suffit au passant de se déplacer sur les marches pour créer les différentes notes de la gamme .

## Autres actions
En juin 2017, l'opération de l'association américaine « Sing for Hope » qui veut promouvoir la musique  à l'école est à l'origine de l'installation éphémère et gratuite de 400 pianos disséminés un peu partout dans New York et laissés à la disposition des passants, dont notamment à Times Square, au Lincoln Center for the Performing Arts et au pied du pont de Brooklyn. Une fois l’opération terminée, les 400 pianos seront offerts à différentes écoles de la ville afin d’aider à l’enseignement de la musique dans ces établissements .

## Galerie

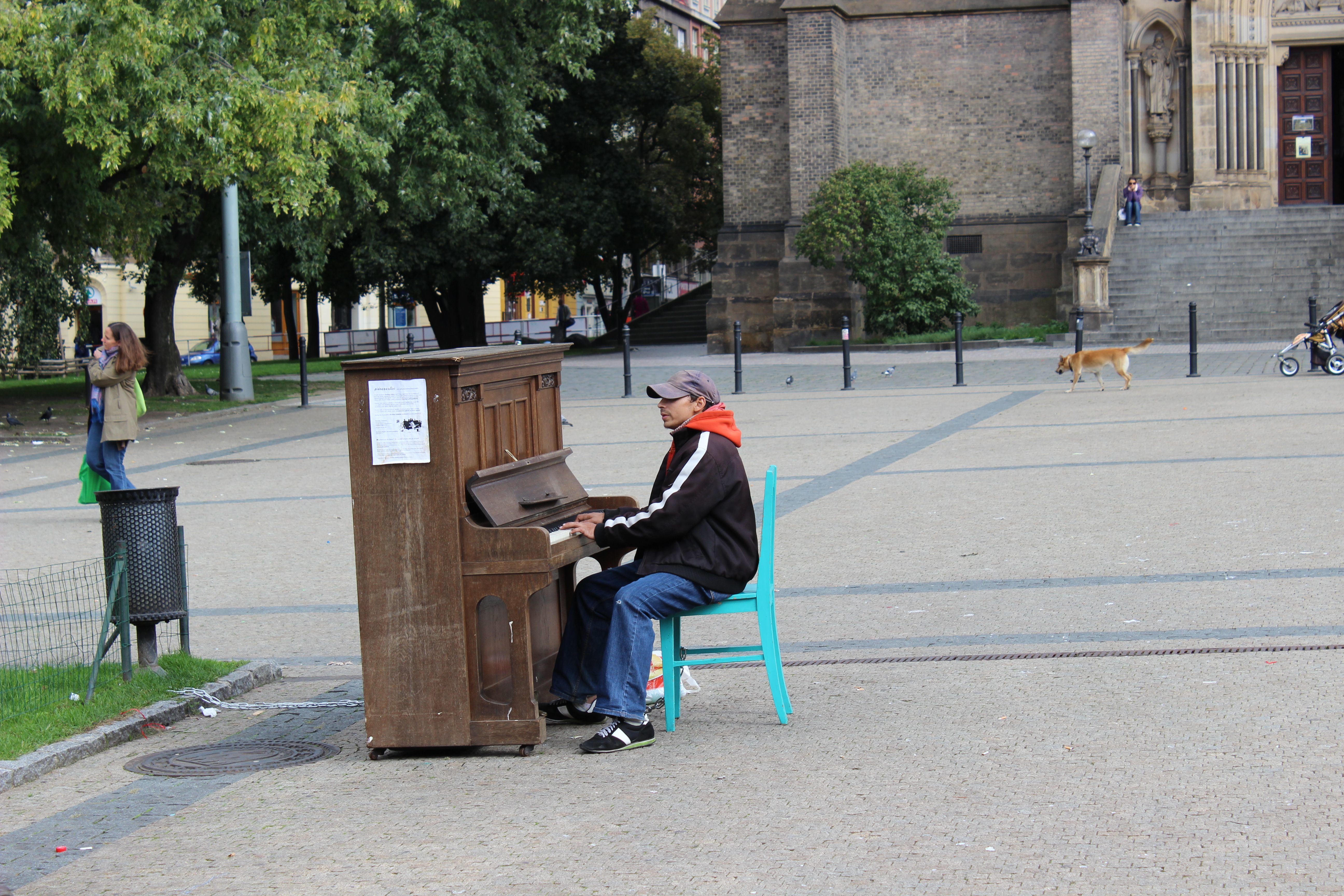
Prague (République tchèque).
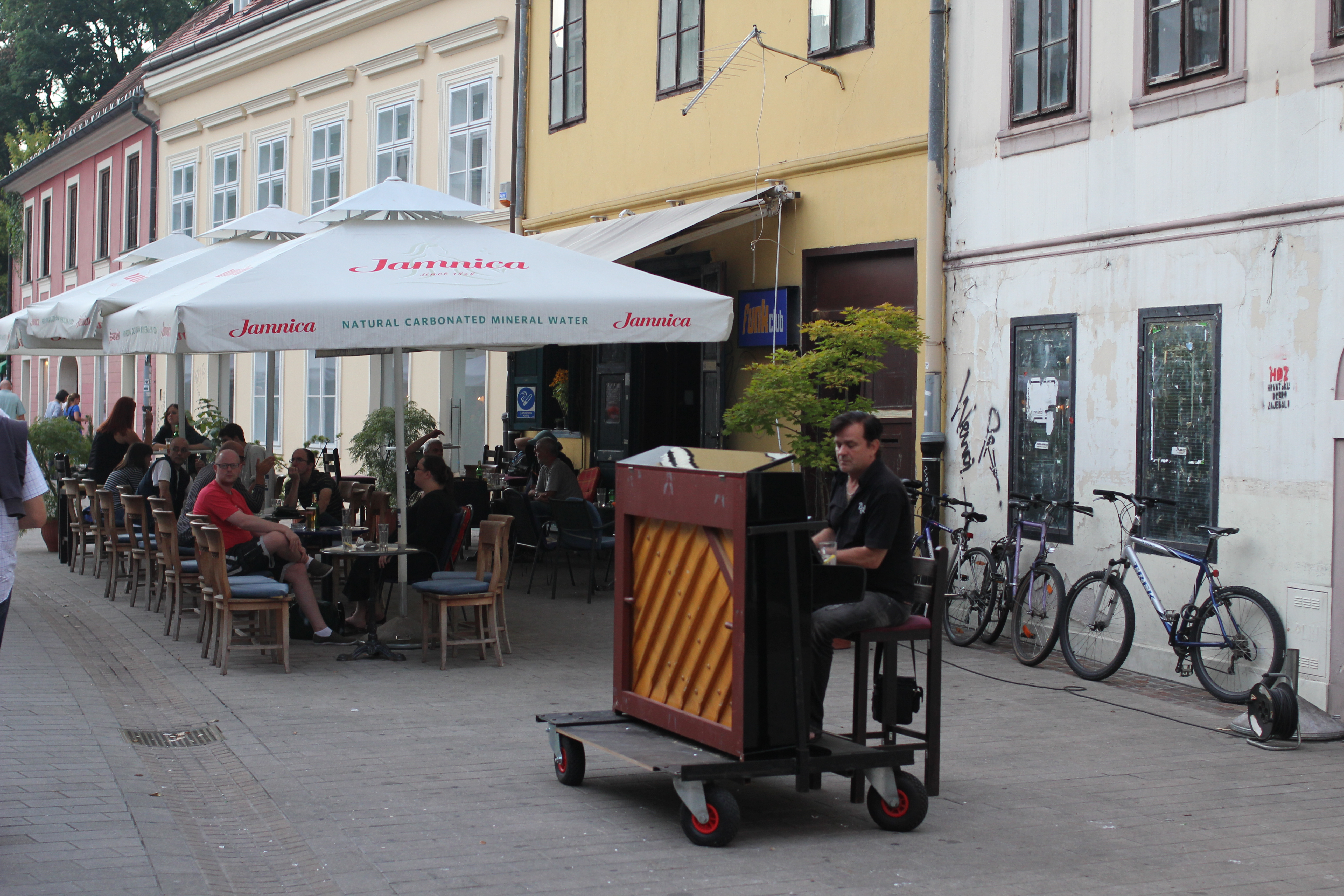
Zagreb (Croatie).
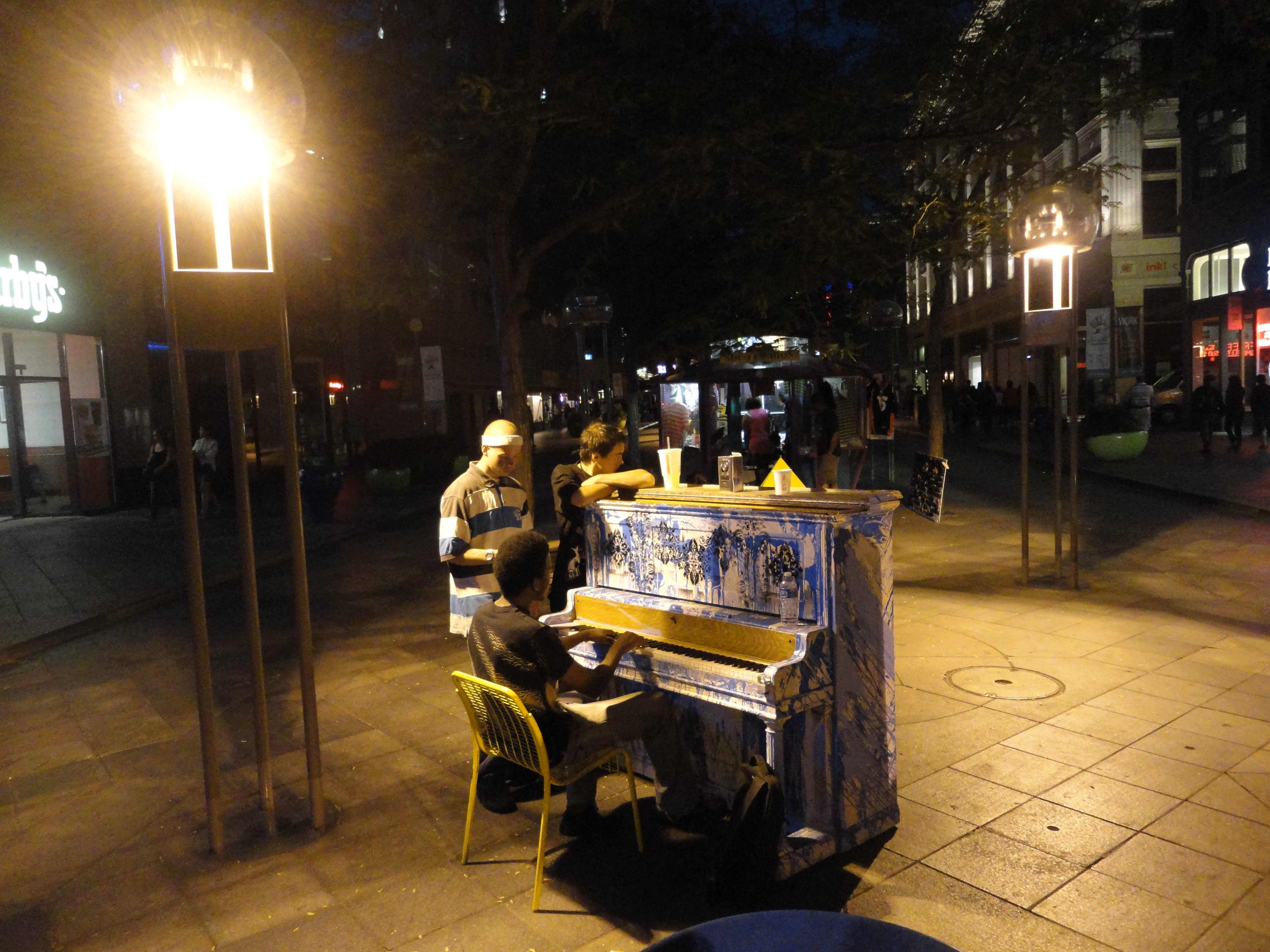
Denver, Colorado (États-Unis).
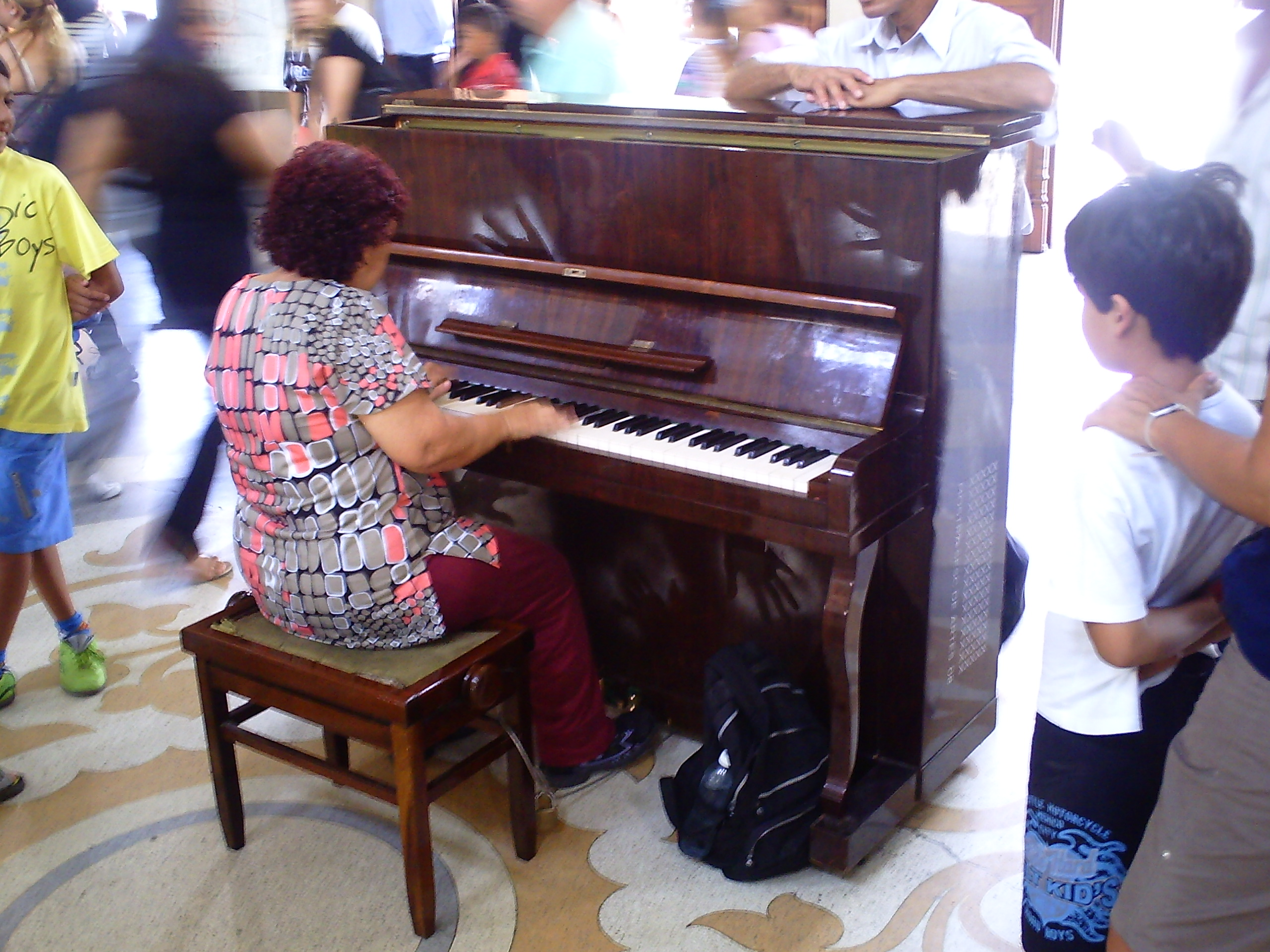
São Paulo (Brésil).
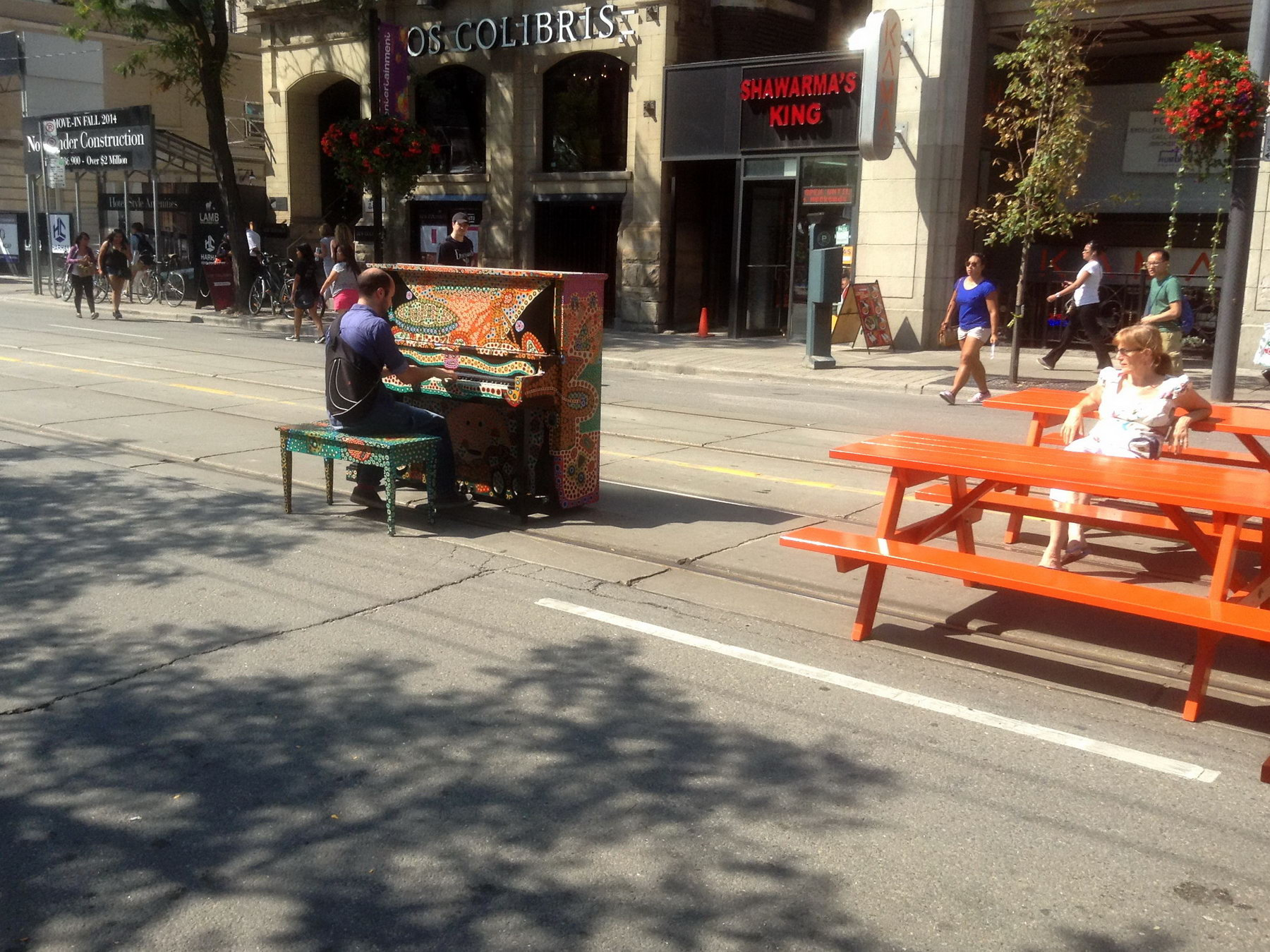
Toronto (Canada).